# Веттерштайн
Гори Веттерштайн (нім. Wettersteingebirge або коротко нім. Wetterstein) — це гірська група Північних Вапнякових Альп у Східних Альпах. Вона відносно компактно розташована між поселеннями Гарміш-Партенкірхен, Міттенвальд, Зефельд-ін-Тіроль та Ервальд. По ній проходить державний кордон між Німеччиною (вільна земля Баварія) та Австрією (земля Тіроль). Головною вершиною Веттерштайну є Цугшпітце, яка також є найвищою вершиною Німеччини.

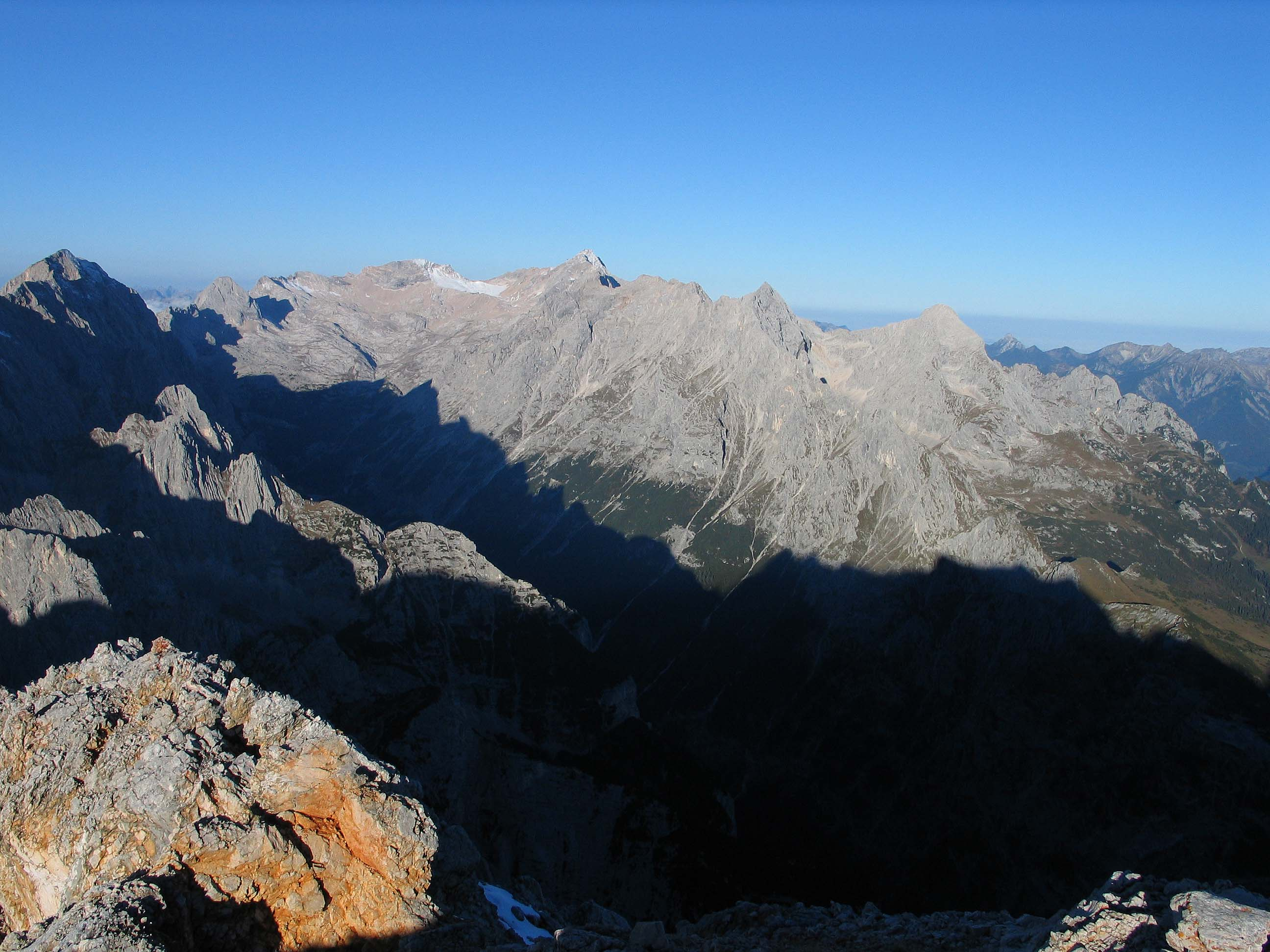
Вид на плато Цугшпітце та сама вершина Цугшпітце, Ювілейний кряж, Хохблассен та Альпшпітце з Партенкірхенської Драйторшпітце

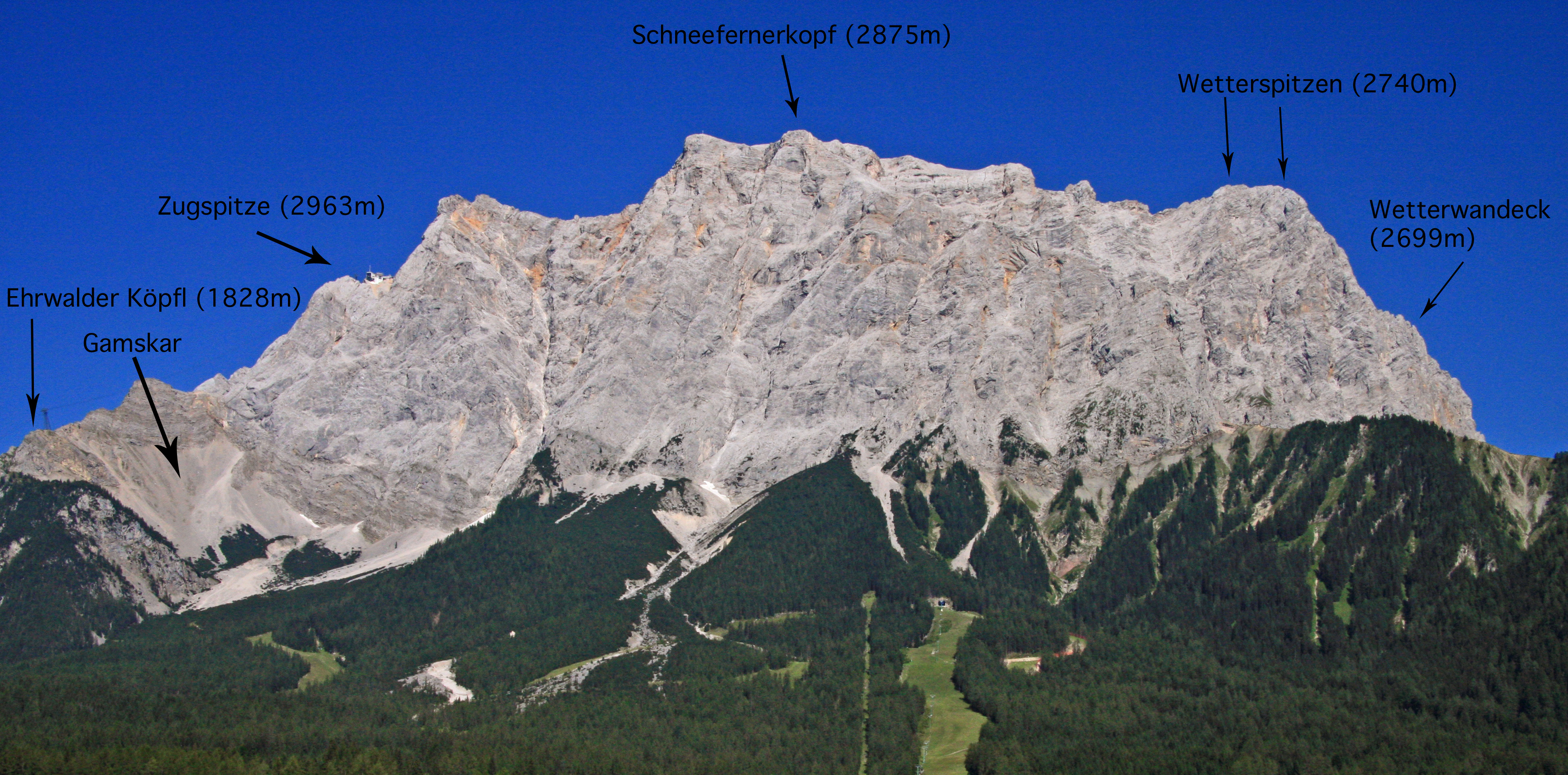
Вид з заходу на групу Цугшпітце з вершинами Платтумрамунг (оточення плато)

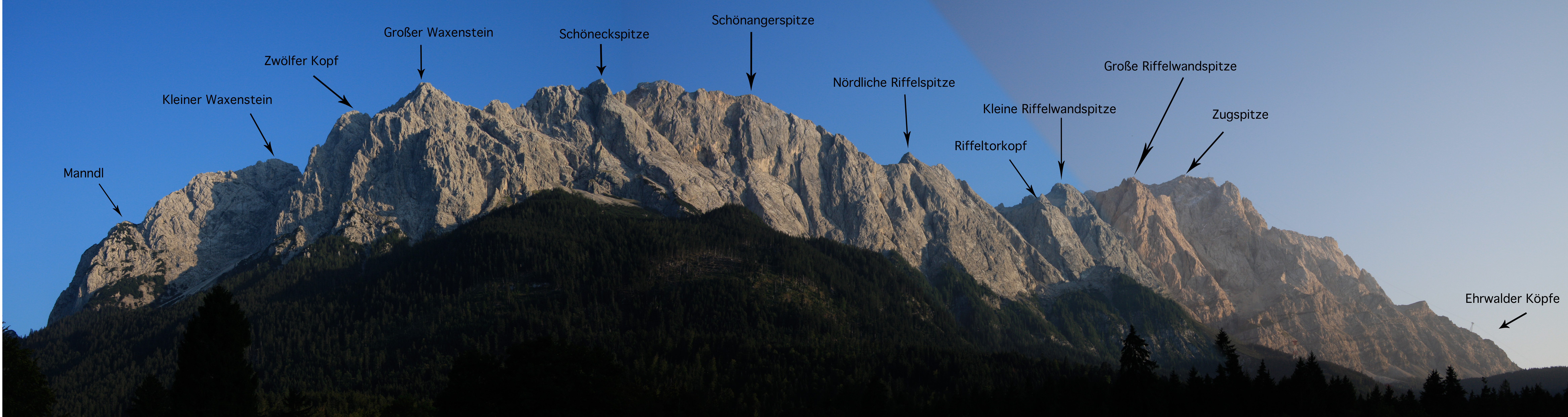
Цугшпітце та гребені Ріффельванд і Ваксенштайн

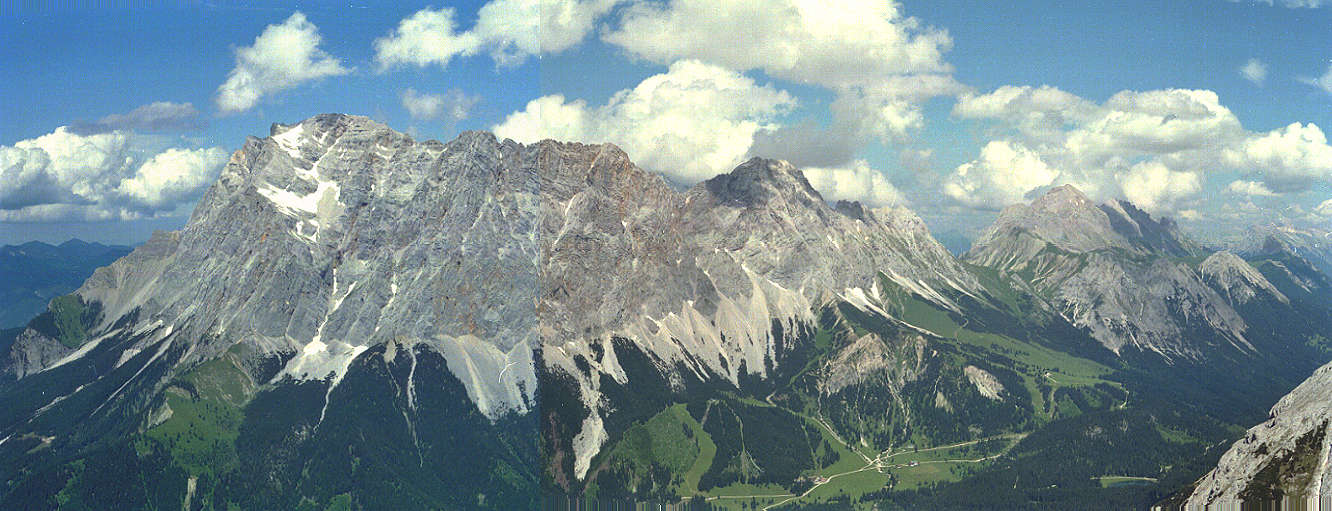
Вид на західну частину гір Веттерштайн з Ервальдер Зоннершпітце у Мімінгських горах

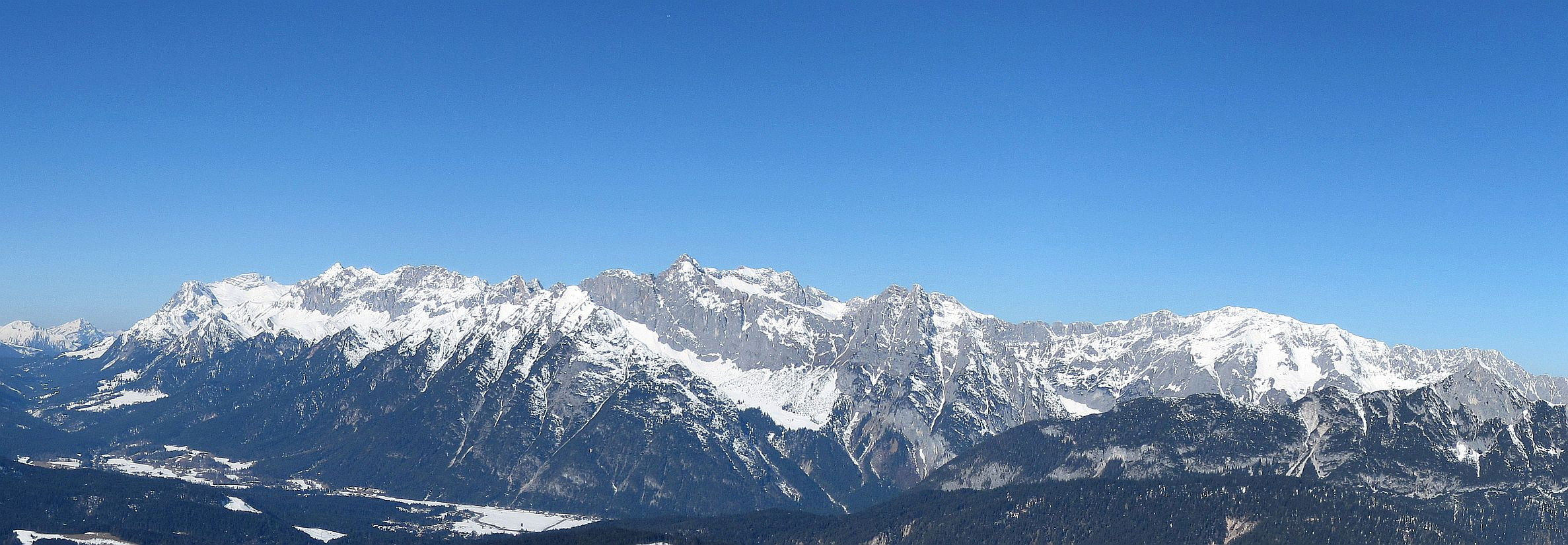
Вид на гори Веттерштайн з південного сходу — ділянка від Гайшталу до стіни та вершини Веттерштайн

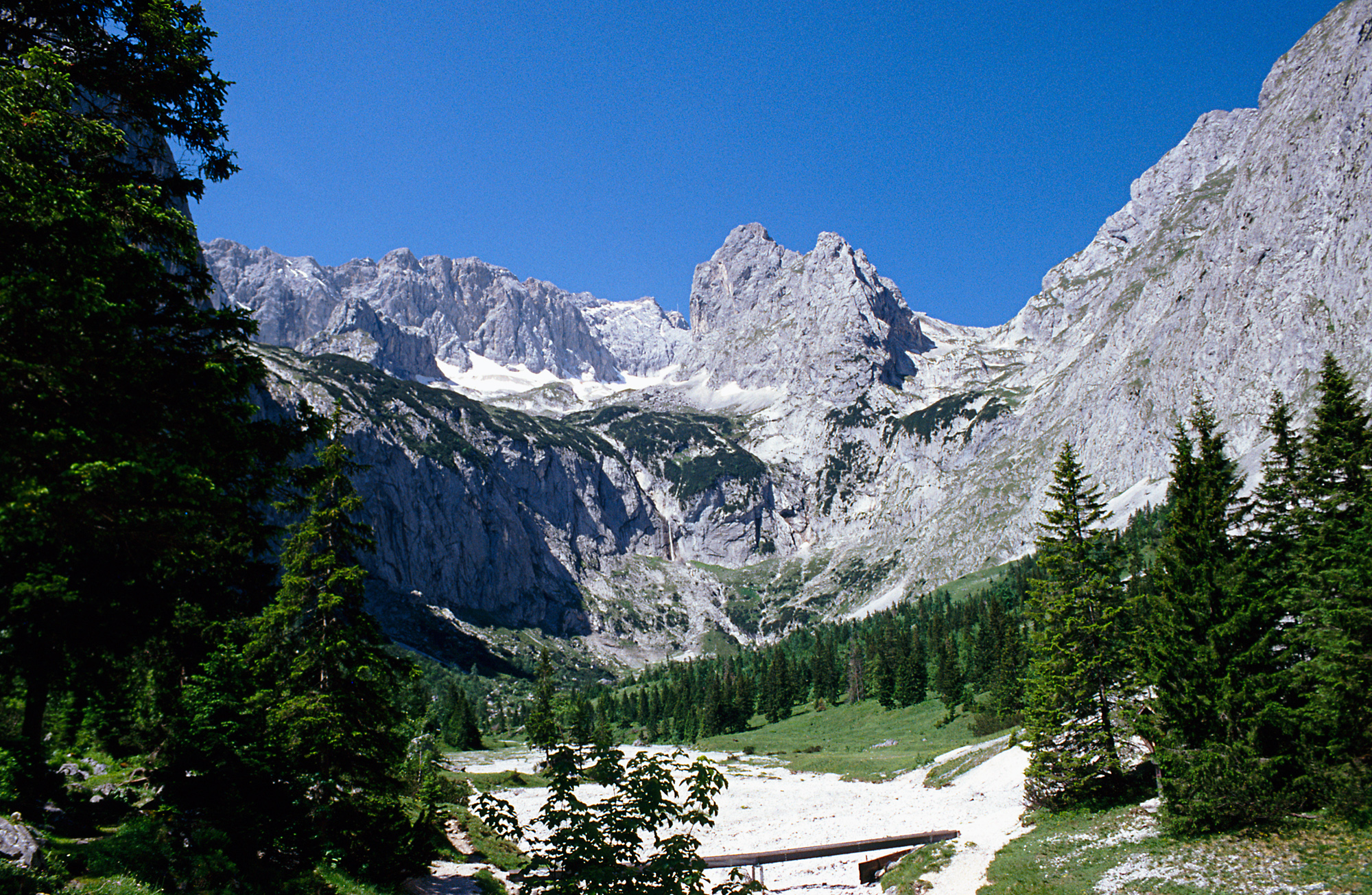
Вид від прихистку Хьолленталангерхютте у напрямку закінчення долини та масиву Цугшпітце

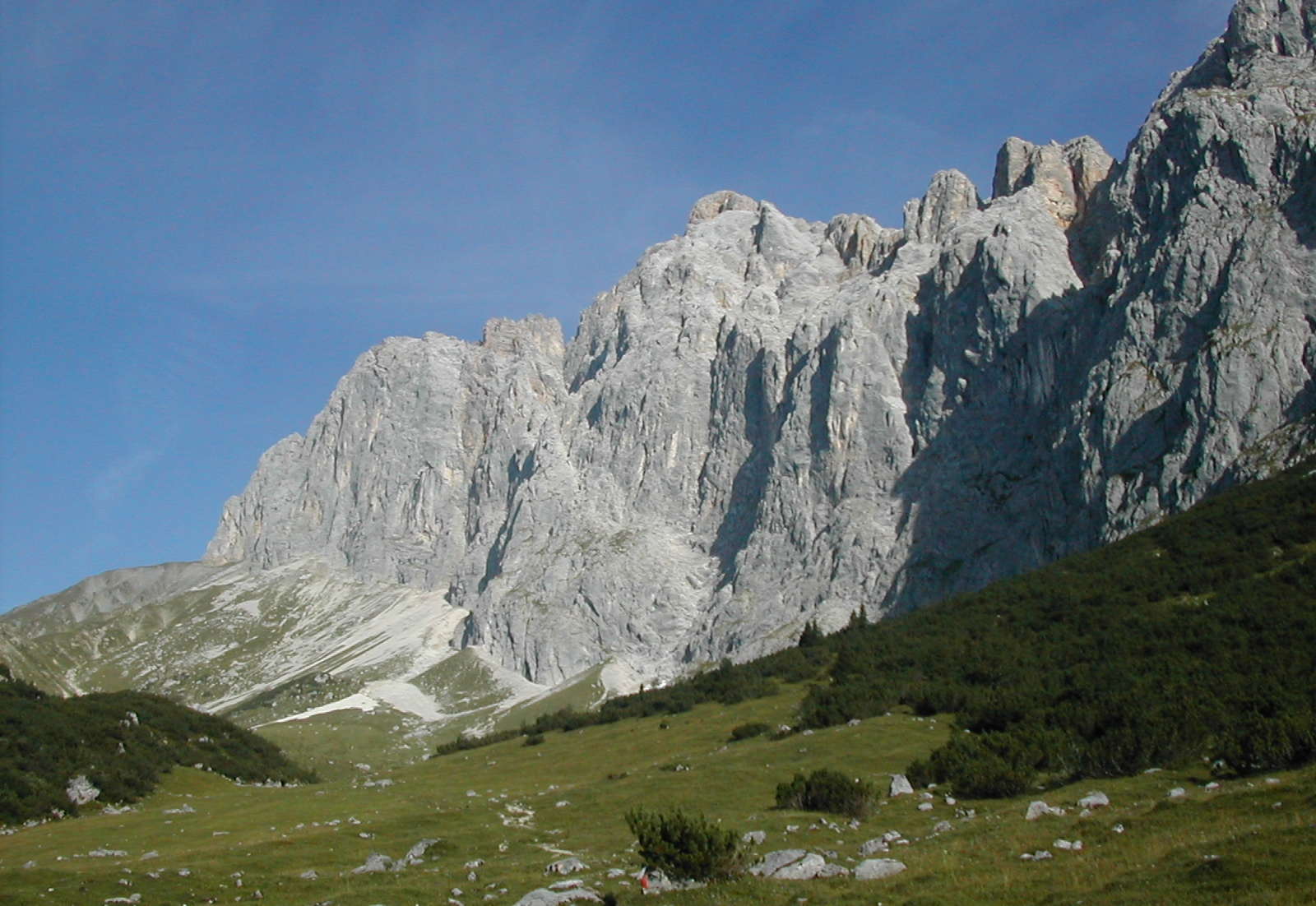
Вид на південний Веттерштайн від долини Пуітбах біля Лойташа

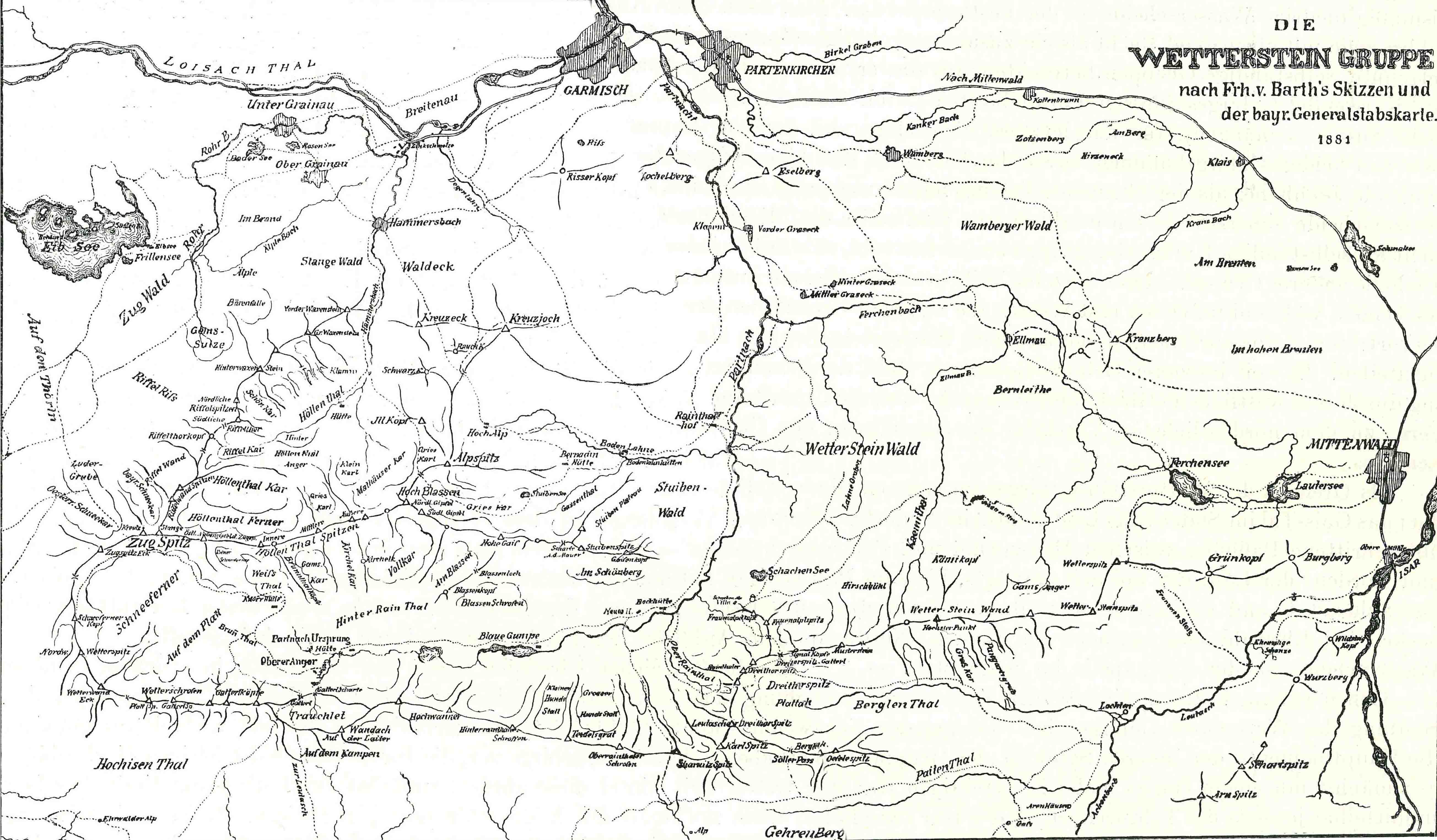
Мапа гір Веттерштайн 1881 р.(за малюнками Х.фон Барта)

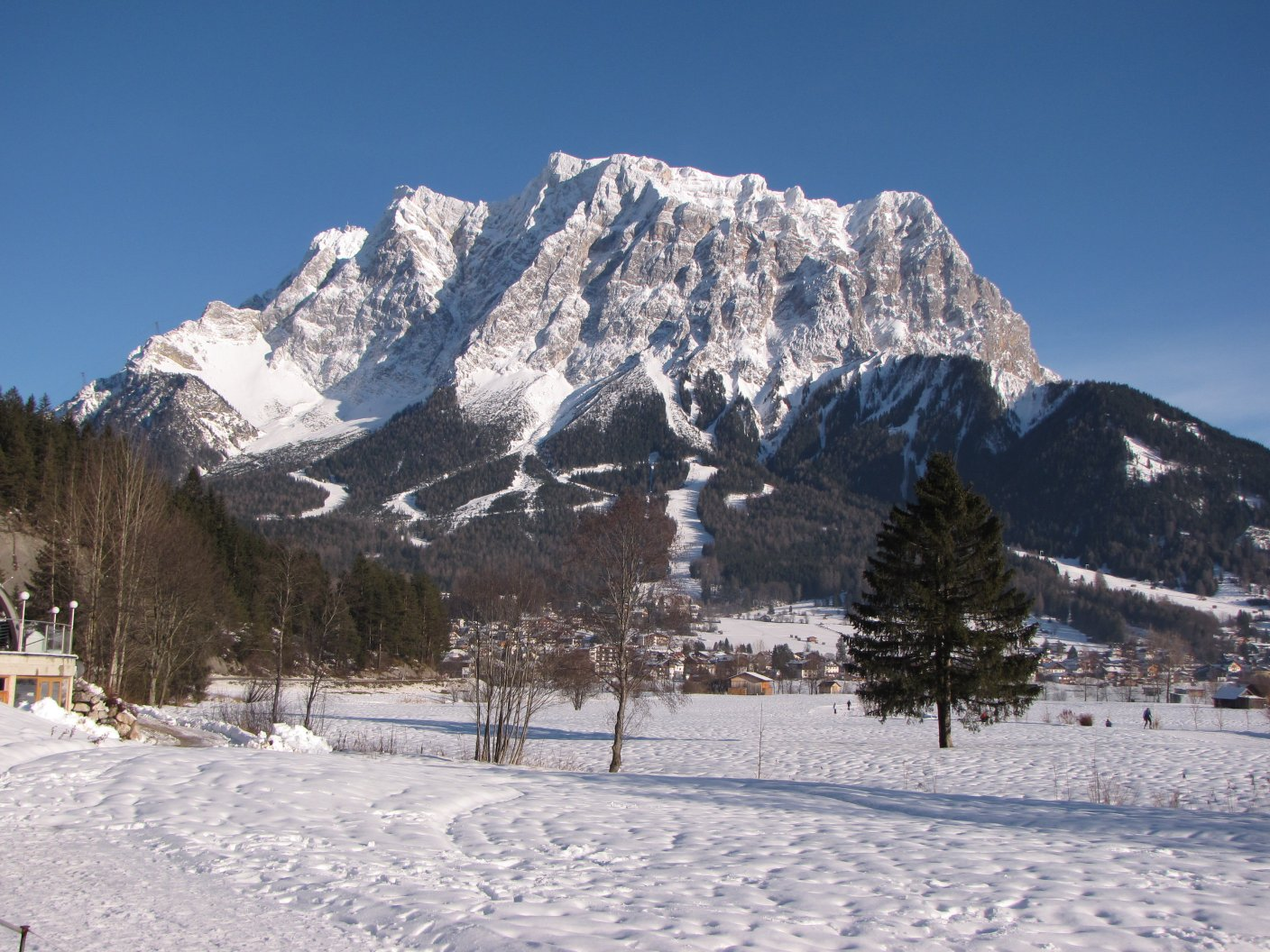
Веттерштайн. Вид від Ервальду в напрямку Цугшпітце

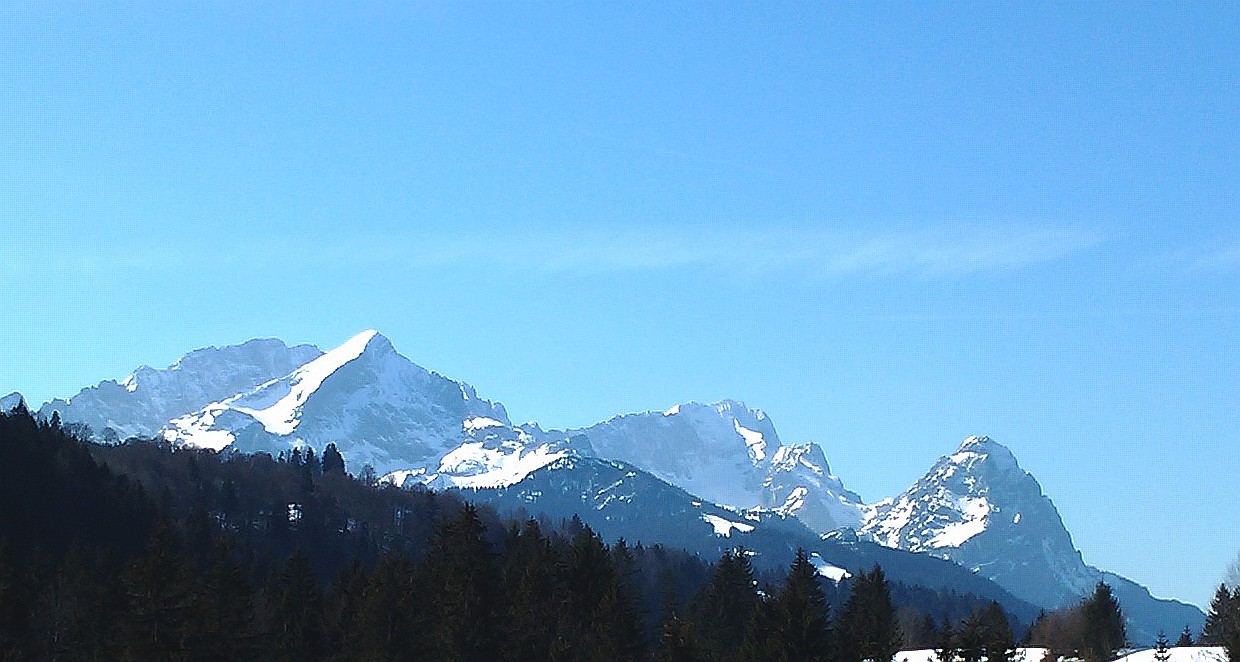
Північна сторона Веттерштайну — Альпщпітце, Цугшпітце та Ваксенштайн

Веттерштайн є ідеальною областю для альпінізму та скелелазіння, але через його наближеність до міських конгломерацій південної Німеччини, природної привабливості та доброго залізничного сполучення, деколи гори є переповненими туристами. Однак окремі їх ділянки є важкодоступними для людей, і рідко відвідуються.

## Сусідні гірські групи
Веттерштайн межує з такими гірськими групами Альп:
- Аммергауські Альпи (на заході та півночі)
- Баварські Передальпи (на північному сході)
- Карвендель (на сході)
- Мімінгські гори (на півдні)

Відповідно до AVE (нім. Alpenvereinseinteilung der Ostalpen, тобто «поділу Східних Альп Альпійським клубом»), Веттерштайн та Мімінгські гори є однією гірською групою. При такому поділі, її південним кордоном є річка Інн, а через неї група з півдня група межує з Ецтальськими та Штубайськими Альпами.

## Межі
З заходу та півночі межу Веттерштайну утворює річка Лойзах від льодовикового цирку Ервальдер Бекен до Гарміш-Партенкірхена. На північному сході межа проходить від Гарміш-Партенкірхена до Міттенвальду вздовж струмків Канкербах, Кранцбах та річки Ізар. На сході Ізар утворює межу від Міттенвальда до Шарніца. На південь від Шарніца межа проходить вздовж струмка Дранбах до Хое Зеештадельн. На півдні межа проходить від Ервальда вздовж струмка Гайсбах через Ервальдер Альм до Гайсталь (Лотйташер Ахе) та далі через Лойташ-Обервайдах і північніше Зіммельберг до Дранбаха.
Сідловина між Канкербахом та Кранцбахом (вододіл Лойзах — Ізар) поєднує Веттерштайн з Баварськими Передальпами, а сідловина біля Ервальдер Альм — з Мімінгськими горами.

## Підгрупи
Альпійський клуб додатково поділяє Веттерштайн на підгрупи:
- Цугшпітце та Платтумрамунг (вершини довкола плато Цугшпітце)
- хребет Ріффельвандкамм (найбільш північний з бокових хребтів, які відходять від Цугшпітце)
- хребет Ваксенштайнкамм (продовження хребта Ріффельвандкамм)
- Блассенкамм (середній зі хребтів Веттерштайну — від Цугшпітце до Альпшпітце та далі)
- Веттерштайнкамм (найпівденніший та найдовший з трьох хребтів Веттерштайна, від Гаттерля на заході до Міттенвальда на сході)
- Арншток (окремо стояча вершина біля Шарніца)

Новіший поділ SOIUSA (італ. Suddivisione Orografica Internazionale Unificata del Sistema Alpino, тобто «Міжнародний стандартизований поділ Альп») поділяє Веттерштайн на дві групи та вісім підгруп:
- група Цугшпітце (4)
  - масив Цугшпітце (4.a)
  - масив Ріффельванда (4.b)
  - масив Вексенштайна (4.c)
  - масив Блассен (4.d)
- головний хребет Веттерштайну (5)
  - масив Гохваннер (5.a)
  - масив Драйторшпітце (5.b)
  - масив Веттерштайнванд (5.c)
  - масив Вамберг (5.d)

## Вершини
Десять найвищих вершин Веттерштайну:
| 1. | Цугшпітце             | 2 962 м.н.м. | 6.  | Гохваннер                   | 2 744 м.н.м. |
| 2. | Шнеефернеркопф        | 2 875 м.н.м. | 7.  | Середня Хьоллентальшпітце   | 2 743 м.н.м. |
| 3. | Цугшпітцек            | 2 820 м.н.м. | 8.  | Внутрішня Хьоллентальшпітце | 2 741 м.н.м. |
| 4. | Середня Веттершпітцен | 2 750 м.н.м. | 9.  | Зовнішня Хьоллентальшпітце  | 2 720 м.н.м. |
| 5. | Північна Веттершпітце | 2 746 м.н.м. | 10. | Гохблассен                  | 2 706 м.н.м. |

Всього у Веттерштайні є понад 150 пойменованих вершин з виміряними горизонталями. До найвідоміших (крім наведених вище) належать (наведені за висотою):
| - Лойтаська Драйторшпітце, 2 682 м.н.м. - Східна Веттершпітце, 2 668 м.н.м. - Партенкірхенська Драйторшпітце, 2 633 м.н.м. - Альпшпітце, 2 628 м.н.м. - Велика Ріффельвандшпітце, 2 626 м.н.м. - Шюсселькаршпітце, 2 555 м.н.м. - Оберрайнтальшрщфен, 2 523 м.н.м. - Ефелекопф, 2 478 м.н.м. - Мустерштайн, 2 478 м.н.м. | - Гереншпітце, 2 367 м.н.м. - Великий Ваксенштайн, 2 277 м.н.м. - Велика Арншпітце, 2 196 м.н.м. - Остерфельдеркопф, 2 057 м.н.м. - Штуїбен, 1 921 м.н.м. - Шахен, 1 870 м.н.м. - Високий Кранцберг, 1 391 м.н.м. - Екбауер, 1 239 м.н.м. |

## Фауна
Поєднання альпійських лук і скельних ділянок є не тільки унікальним в німецькому альпійському регіоні, але і забезпечує місце існування для деяких видів тварин, таких як сарна, альпійський бабак, альпійська галка, альпійська саламандра, гадюка звичайна, беркут і багато видів куницевих.

## Туризм

### Прихистки
Німецький альпійський клуб (нім. Deutsche Alpenverein) володіє на Веттерштайні 6 обслуговуваними прихистками з можливістю ночівлі: Мюнхнер Хаус (2959 м.н.м.), Майлерхютте (2366 м.н.м.), Кноррхютте (2052 м.н.м.), Кройцекхаус (1652 м.н.м.), Хьолленталангерхютте (1379 м.н.м.) та Райнталангерхютте (1366 м.н.м.). До обслуговуваних також належать приватний Шахенхаус (1866 м.н.м.) та Вінер Нойтадтер Хютте (2209 м.н.м.) Австрійського туристичного клубу. До необслуговуваних належать Ваксенштайнхютте та Оберрайнтальхютте, який є місцем зустрічі скелелазів. Взимку також відкритий необслуговуваний Штуїбенхютте для лижних та снігоступних турів. Крім того, на Веттерштайні є численні приватні прихистки, серед яких Кройцйоххаус пропонує найкращі види на Баварські Альпи, а взимку він розташований посередині гірськолижного регіону Гарміш-Партенкірхен.

### Довгі та короткі туристичні тропи
Довга туристична тропа Віа Альпіна (італ. Via Alpina), яка перетинає всі Альпи, проходить і через Веттерштайн. Зокрема «Червоний шлях Віа Альпіна» на Веттерштайні має такі етапи:
- R44 від Шарніца до Майлерхютте через Лойташ Гассе
- R45 від Майлерхютте до Райнталангерхютте через Шахенхаус
- R46 від Райнталангерхютте до Кобургер Хютте (друга частина цього етапу проходить по Мімінгських горах)

Північноальпійська довга туристична тропа 01 (нім. Nordalpine Weitwanderweg 01) або тропа Вапняковими Альпами (Kalkalpenweg) також проходить через Веттерштайн етапом 15 у двох варіантах.
Від Шарніца через Високий Заттель до Лойташ-Арн етап має єдиний маршрут, а з Арну він ділиться на два варіанти — високогірний (через Майлерхютте у Райнталь та далі на вершину Цугшпітце зі спуском в Ервальд) та легший (через Лойташер Ахенталь та Ервальдер Альм до Ервальду).

### Скелелазіння та віа феррата
Найчастіше сходження за різними маршрутами відбуваються на Цугшпітце та на Альпшпітце. Ці дві вершини поєднує Ювілейний кряж, по якому прокладено високогірний маршрут. 
Південні сторони Шрофена, Шюсселькаршпітце та Шарніцшпітце відомі міцними вапняковими стінами та численними скелелазними маршрутами по них всіх рівнів складності.
На Веттерштайні облаштовані такі скелелазні маршрути (у тому числі з віа феррата):
- підйом на Ріффельшарте
- маршрут через Хьолленталь на Цугшпітце
- маршрут через Вінер Нойтадтер Хютте на Цугшпітце
- підйом на Шнеефертнеркопф
- Альпшпітц-ферата
- підйом по кряжу Бруннталь від Кноррхютте на Ювілейний кряж
- підйом на Драйторшпітце (маршрут Германа фон Барта)
- маршрут по Шенганге на Альпшпітце
- підйом по північній стіні на Альпшпітце
- Матаізенкар-феррата від Хьолленталангерхютте через Матаізенкар на Альпшпітце

### Транспорт
Гірські вершини та високогірні гірськолижні ділянки добре доступні транспортом. Серед деяких: Баварська залізниця Цугшпітце (нім. Bayerische Zugspitzbahn, зубчаста залізниця з метровою колією від Гарміша до плато Цугшпітце), кабельний підйомник від Айбзее до плато Цугшпітце, Тірольська залізниця Цугшпітце (нім. Tiroler Zugspitzbahn, кабельний підйомник від Ервальда до плато Цугшпітце) тощо.

### Природні пам'ятки
Крім гірських туристичних та альпіністських турів, які пропонують чудові краєвиди, вартими уваги є ущелини Партнахкламм, Лойташкламм чи Хьолленталькламм.

## Тунель Веттерштайн
Тривалий час обговорюється проект залізничного тунелю між тірольським Тельфсом та баварським Гарміш-Партенкірхеном. Довжина такого тунелю склала б 22 км (з обїздм Гарміша та облаштуванням південного порталу Тельфс-Загл — 25 км), а вартість у цінах 2013 року — 2,2 млрд. Євро. Це б дозволило скоротити час поїздки між центральними залізничними вокзалами Мюнхена та Іннсбрука на 90 хвилин. Тунель через Веттерштайн скоротив би маршрут між Мюнхеном на Ландеком чи Форарльбергом на одну годину, а також розвантажив би ділянки Мюнхен — Розенгайм — Іннсбрук та Мюнхен — Ліндау..